# Robert Lighthizer
Robert Emmet Lighthizer (nasceu a 11 de outubro de 1947) é advogado e um funcionário do governo americano, que serviu como representante de Comércio dos Estados Unidos de 2017 a 2021.
Depois de se formar no Universidade de Georgetown Law Center em 1973, Lighthizer ingressou na empresa Covington and Burling em Washington, DC. Ele deixou a empresa em 1978 para servir como conselheiro da minoria no senado e posteriormente como diretor e chefe da equipe do Comitê de Finanças do Senado sob Presidente Bob Dole. Em 1983, Robert Lighthizer foi confirmado por unanimidade pelo Senado dos EUA para servir como Representante Adjunto de Comércio dos EUA para o presidente Ronald Reagan. Em 1985, Lighthizer ingressou no escritório em Washington da Skadden, Arps, Slate, Meagher & Flom LLP como sócio e liderou o grupo de comércio internacional da empresa. A 3 de janeiro de 2017, o presidente eleito Donald Trump anunciou que pretendia nomear Lighthizer como seu representante comercial dos EUA. Lighthizer foi confirmado pelo Senado a 11 de maio de 2017, por uma votação de 82–14.

## Infância e Educação
Lighthizer nasceu em 1947, filho de Orville James e Michaelene Lighthizer em Ashtabula, Ohio, onde, o seu pai praticava medicina. Ele frequentou a Gilmour Academy em Gates Mills, Ohio, e mais tarde formou-se na Universidade de Georgetown com bacharelado em artes em 1969 e um juris doctor em 1973.

## Carreira
Depois de formar-se na faculdade de direito, Lighthizer ingressou na Covington & Burling em Washington DC como advogado associado. Em 1978, Lighthizer deixou a Covington & Burling para trabalhar para o senador Bob Dole (R- Kan.), que na época era o membro graduado do Comitê de Finanças do Senado. Quando Dole se tornou presidente do Comitê de Finanças em 1981, Lighthizer tornou-se o diretor e chefe de equipe do comitê. Na década de 1980, Lighthizer contratou o seu colega Georgetown Hoya Patrick Ewing como estagiário.

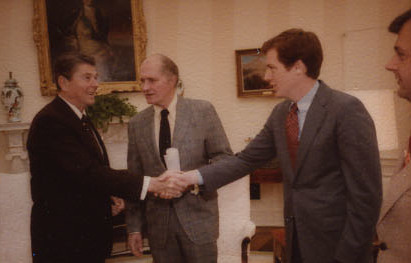
Robert Lighthizer, com o Presidente dos Estados Unidos Ronald Reagan

Em 1983, durante a administração do presidente Ronald Reagan, Lighthizer foi nomeado e confirmado para servir como Representante Adjunto de Comércio dos Estados Unidos. Durante o seu mandato, Lighthizer negociou mais de duas dúzias de acordos internacionais bilaterais, incluindo acordos sobre aço, automóveis e produtos agrícolas.
Em 1985, Lighthizer ingressou no escritório de advocacia Skadden, Arps, Slate, Meagher & Flom LLP (Skadden) como sócio. Ele praticou direito comercial internacional em Skadden por mais de 30 anos, representando trabalhadores americanos e empresas que vão desde a manufatura a serviços financeiros, agricultura e tecnologia. Enquanto estava em Skadden, Lighthizer trabalhou para expandir os mercados para as exportações dos EUA e defendeu as indústrias dos Estados Unidos de práticas comerciais desleais. Ele defendeu a indústria do aço em particular.
Lighthizer ocupou um cargo sênior na campanha presidencial de 1988 do senador Bob Dole. Em 1996, ele atuou como tesoureiro da campanha da Dole.

### 18.º Representante Comercial dos Estados Unidos
A 3 de janeiro de 2017, Donald Trump anunciou que planejava nomear Lighthizer como Representante de Comércio dos EUA, um cargo de gabinete. A 23 de janeiro, relatos da imprensa especularam que a nomeação de Lighthizer podia exigir uma renúncia da seção 141 (b) (4) da Lei de Comércio de 1974, conforme alterada, devido à sua breve representação de um governo estrangeiro em litígio 25 anos antes. Em março, o conselheiro da Casa Branca Donald McGahn enviou uma carta à liderança do Senado citando uma opinião da era Clinton do Conselho da Casa Branca argumentando que o estatuto era um limite inconstitucional à capacidade do presidente de nomear seu gabinete.

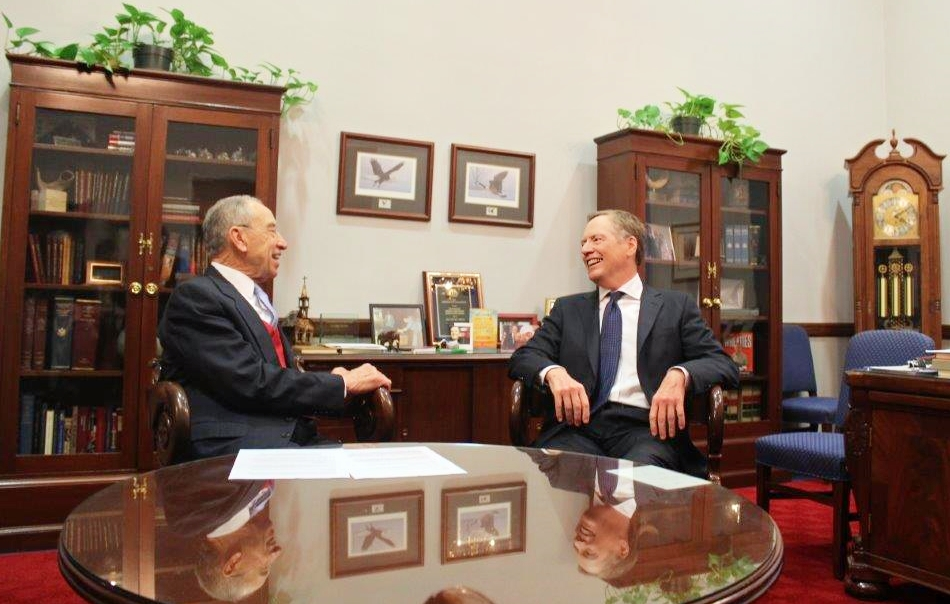
Lighthizer com o atual presidente do Comitê de Finanças do Senado, senador Chuck Grassley (R- Iowa) em janeiro de 2017

Na sua audiência de confirmação, Lighthizer foi apresentado pelo ex-senador Bob Dole e senadores americanos de Ohio Sherrod Brown e Rob Portman. Ao apresentar o Lighthizer, Brown disse: "O Sr. Lighthizer é eminentemente qualificado, como disse o senador Dole, para este trabalho. Ele tem uma longa história de luta em nome dos fabricantes americanos e, eu acrescentaria, dos trabalhadores americanos".
A 25 de abril, o Comitê de Finanças do Senado aprovou por unanimidade a nomeação de Lighthizer para servir como Representante do Comércio dos EUA, bem como a dispensa da seção 141 (b) (4) da Lei de Comércio de 1974.
Lighthizer foi confirmado como o 18º representante comercial dos EUA a 11 de maio de 2017, por uma margem de 82–14.  Ele foi empossado pelo vice-presidente Mike Pence a 15 de maio de 2017.
Três dias depois, a 18 de maio, Lighthizer notificou o Congresso que o presidente Trump pretendia renegociar o Acordo de Livre Comércio da América do Norte (Nafta), o que o tornaria o primeiro USTR a renegociar um importante acordo de livre comércio dos Estados Unidos.
De acordo com vários relatórios, Lightizer tornou-se um dos funcionários mais influentes do governo Trump e a figura principal na formulação da política comercial do governo. Os relatórios observaram o seu acordo com Trump em questões comerciais.
Em abril de 2018, foi relatado que a Lightizer havia gasto US $ 917.000 em novos móveis para dois escritórios. Lighthizer disse que as atualizações foram iniciadas pelo ex-presidente Barack Obama para substituir móveis de décadas atrás, uma afirmação apoiada pelos fornecedores que forneciam os novos itens.

## Vida Pessoal
Lighthizer mora na Flórida. Ele tem dois filhos, Robert e Claire, e três netos. Lighthizer é conhecido por prestar muita atenção à sua saúde.

O irmão de Lighthizer, O. James Lighthizer, é um especialista americano na Guerra Civil. James Lighthizer é o presidente da American Battlefield Trust, uma organização de preservação do campo de batalha, e ex-membro da Câmara de Delegados de Maryland.